# Йонсан (станция метро, Сеул)
«Йонсан» (кор. 용산역) — наземная станция Сеульского метро на Первой (Линия Кёнбусон) и Кёнъи-Чунъанъ линиях. Также станция обслуживается линиями для пригородных поездов, открытая в 8 июля 1900 года. С 2018 года планируется открытие нового участка линии Син Пундан. На станции установлены платформенные раздвижные двери.
Станция представлена 6 патформамиː островной и двумя боковыми платформами для 1 линии, двумя боковыми — Кёнъи-Чунъанъ, три островные платформы для пригородных поездов. Станция обслуживается корпорацией Korail. Расположена в квартале Хананно 3-га района Йонсан-гу города Сеул (Республика Корея).
На Первой линии поезда Кёнвон экспресс (GWː Gyeongwon) и Кёнкин экспресс (GI: Gyeongin)  обслуживают станцию; Кёнбусон зелёный экспресс (SC: Gyeongbu green express), Кёнбусон красный экспресс (GB: Gyeongbu red express) не обслуживают станцию.
Пассажиропоток — на 1 линии 66 823 чел/месяц (на 2013 год) .